# Pornochanchada
Pornochanchada (Порношаншада) — жанр бразильских сексплуатационных фильмов, популярный в стране с начала 1970-х и до середины 1980-х годов, то есть в период военной диктатуры. Дословный перевод — «порнокомедия» (chanchada = лёгкая комедия). В связи с цензурой, большинство этих фильмов вначале были обычными эротическими комедиями, но к 1980-м стали гораздо откровеннее, то есть «софткорное» порно сменилось «хардкорным», а комедии — Women In Prison-фильмами.
С появлением видеомагнитофонов и подпольных видеопрокатов жанр начал быстро терять популярность. Конец диктаторского режима в середине 80-х положил конец и цензуре в кино и телевидении, и жанр «Pornochanchada» как таковой перестал существовать. Многие популярные актрисы этих фильмов (Сония Брага, Сандра Бри, Вера Фишер) после заката pornochanchada-эры ушли в «мыльные оперы» и фильмы основного потока.
В 1985 году режиссёр-документалист Симон Артог снял фильм «Бразилия: Кино, секс и генералы». В нём он рассказал о бразильских кинематографистах, которые использовали жанр «pornochanchada» как способ избежать цензуры для своих социально-критических фильмов в период диктатуры.